# Joana de Inglaterra, rainha da Sicília
Joana de Inglaterra (em inglês: Joan, em italiano: Giovanna; Castelo de Angers, meados de outubro de 1165 – Abadia de Fontevraud, 4 de setembro de 1199) foi  rainha consorte da Sicília pelo seu casamento com Guilherme II da Sicília. Ela era sétima das oito crianças do rei Henrique II da Inglaterra e da duquesa Leonor da Aquitânia. Entre seus irmãos estavam os reis Ricardo Coração de Leão e João Sem Terra.

## Início de Vida
Joana nasceu em outubro de 1165 no Castelo de Angers em Anjou como o sétimo filho de Henrique II da Inglaterra e sua rainha consorte, Leonor da Aquitânia. Ela passou sua juventude nas cortes de sua mãe em Winchester e Poitiers. Quando jovem princesa Angevin, a educação inicial de Joana consistia em assuntos para prepará-la para o casamento, e não apenas um casamento, mas um casamento real. Ela provavelmente aprendeu a costurar e tecer, cantar, tocar um instrumento e andar a cavalo - um passatempo que ela amava.

## Rainha da Sicília
Em 1176, Guilherme II da Sicília enviou embaixadores à corte inglesa para pedir a mão de Joana em casamento. O noivado foi confirmado em 20 de maio, e o pai de Joana teve que arrecadar dinheiro para pagar o custo da viagem e do casamento. Ele fez isso impondo um imposto sobre assuntos ingleses. Em 27 de agosto, Joana partiu para a Sicília de Southampton, escoltada por John de Oxford, bispo de Norwich e seu tio, Hamelin de Warenne, Conde de Surrey. Nos territórios de Angevin, no norte da França, ela foi recebida por seu irmão mais velho, Henrique, o jovem, e ele a acompanhou até Poitou, até seu irmão Ricardo, Coração de leão. Ele a levou para Saint Gilles e sua comitiva foram recebidas por representantes do Reino da Sicília: Alfano, Arcebispo de Cápua, e Richard Palmer, Bispo de Siracusa.

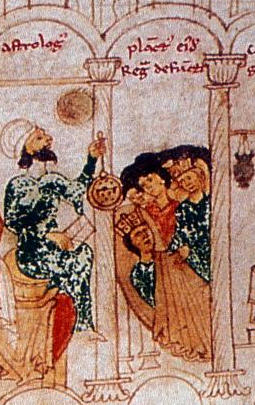
Cama da morte de Guilherme.

Após uma viagem perigosa, Joana chegou em segurança a Palermo e, em 13 de fevereiro de 1177, casou-se com o rei Guilherme e foi coroada rainha da Sicília na Catedral de Palermo. 
Joana não produziu herdeiro sobrevivente, embora houvesse rumores de que ela dera à luz um menino chamado Boemundo, nascido em 1181 ou 1182, mas se ele existisse, ele morreu na infância. Tradicionalmente, um marido real em tal situação pode ter anulado o casamento por uma chance de se casar com uma mulher que lhe daria um filho. O rei Guilherme não anulou o casamento, nem manifestou interesse em fazê-lo. Em vez disso, ele nomeou sua tia Constança, filha de Rogério II da Sicília, como herdeira.
Quando Guilherme II morreu em novembro de 1189, a Sicília foi tomada por seu primo bastardo Tancredo, que tomou as terras dadas a Joana por Guilherme com a sólida razão estratégica que Monte Sant'Angelo seguia no caminho das forças invasoras de Henrique VI da Alemanha.

## Condessa de Tolosa

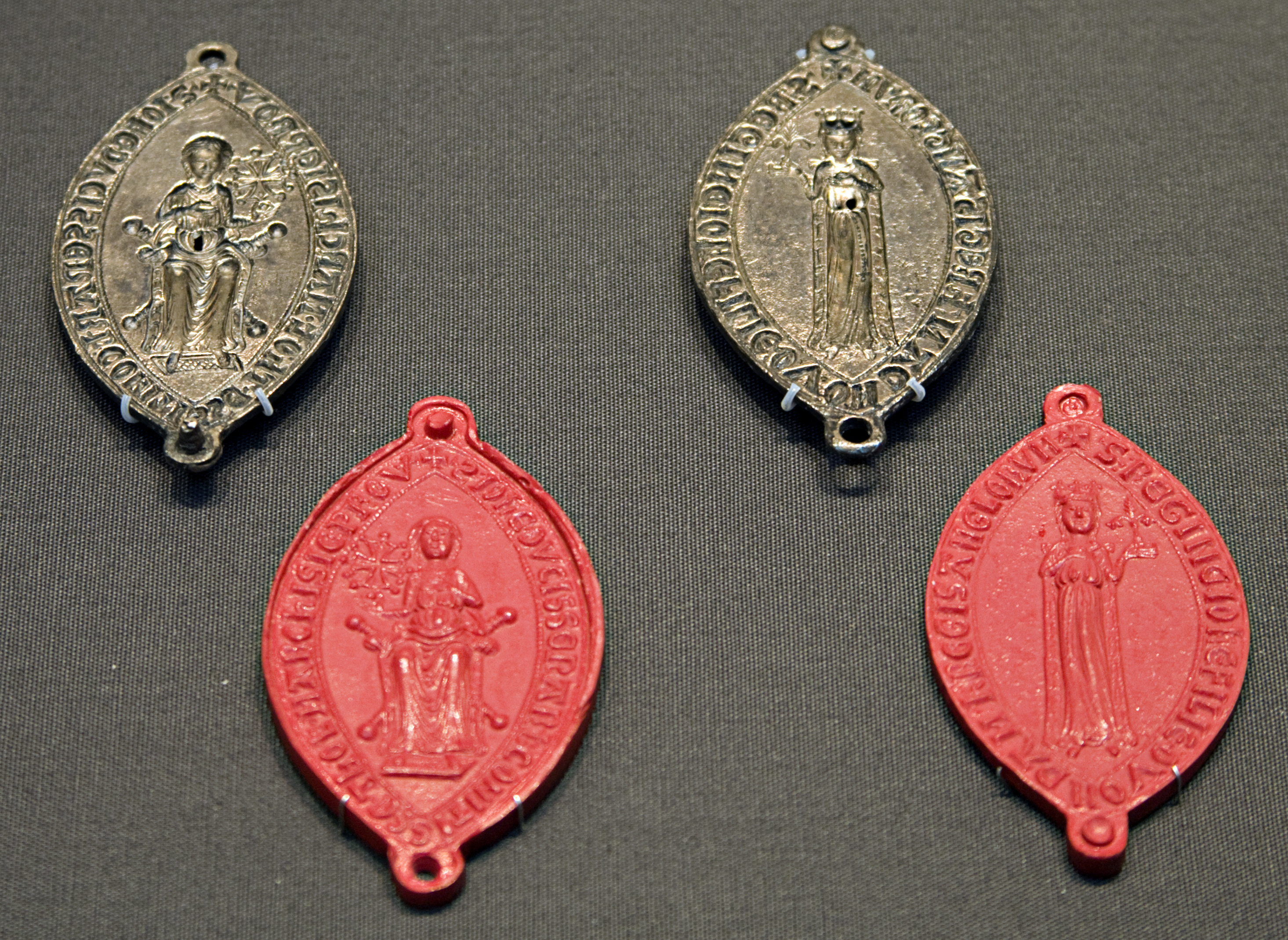
Um selo duplo de Joana.

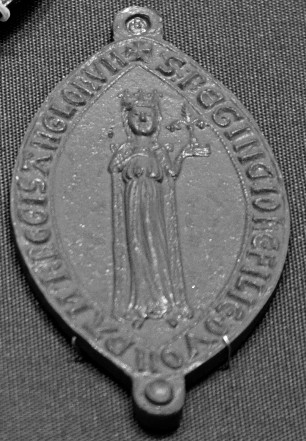
Selo de Joana.

Joana se casou em outubro de 1196, em Rouen, como terceira esposa de Raimundo VI de Tolosa, com Quercy e os agenais como seu dote. Ela era a mãe de seu sucessor Raimundo VII de Tolosa (nascido em julho de 1197 e morto em 1249) e de uma filha, Joana (nascida em 1198 e morta em 1255), que se casou com Bernardo II de la Tour, senhor da turnê.
Alguns cronistas, que não gostavam de Raimundo VI de Tolosa (acreditando que ele era um herege), afirmam que seu casamento com Joana rapidamente se tornou infeliz e que ela estava fugindo para os domínios de seu irmão Ricardo em 1199, quando soube da morte de Ricardo. "A Crônica de Guillaume de Puylaurens", no entanto, diz o seguinte nos últimos meses de Joana: "Ela era uma mulher capaz de grande espírito, e depois de se recuperar do parto, estava determinada a combater os ferimentos infligidos ao marido. nas mãos de numerosos magnatas e cavaleiros, e por isso tomou armas contra os senhores de São Félix e sitiou um castrum pertencente a eles conhecido como Les Cassés. Seus esforços foram de pouca utilidade; alguns com ela, traiçoeira e secretamente, forneceram armas e suprimentos ao inimigo sitiado. Muito triste, ela abandonou o cerco e quase foi impedida de deixar seu acampamento por um incêndio iniciado pelos traidores. Muito afetada por esse ferimento, apressou-se a ver seu irmão, o rei Ricardo, para contar a ele, mas descobriu que ele havia morrido. Ela mesma morreu, enquanto grávida, vencida por esse duplo luto".

### Morte e Sepultamento
Joana pediu para ser admitida na Abadia de Fontevraud, um pedido incomum para uma mulher casada e grávida, mas esse pedido foi atendido. Ela morreu no parto e foi velada como uma freira no leito de morte. Seu filho, nascido por cesariana depois que Joana morreu, viveu apenas o tempo suficiente para ser batizado, recebendo o nome de Ricardo. Joana tinha trinta e três anos.
Joana foi enterrada na Abadia de Fontevraud. Sua efígie foi originalmente mostrada ajoelhada na cabeceira da tumba de seu pai, com as mãos entrelaçadas e a cabeça dobrada, numa atitude de devoção expressa em seu rosto. Seu filho Raimundo foi enterrado ao lado dela e sua efígie se ajoelhou diante dela. Ambas as efígies foram destruídas durante a Revolução Francesa.